# Inverted Dice
Inverted Dice är ett tärningsspel som spelas med fem tärningar. Spelet uppfanns 2012 av Simon K. Jensen och släpptes 2016 av OffCircle (som senare sattes i konkurs), med stöd av Almi. Spelet introducerar begreppet inverterad tärningssumma (inverted dice sum), d.v.s. summan av de tärningsvärden som inte visas vid ett tärningskast.
Spelets struktur liknar den i Yatzy, med fem tärningar och tre kast (eller färre) per tur.

## Inverterade tärningssummor
En inverterad tärningssumma för ett kast är summan av de värden som inte finns med i kastet. För att hitta den inverterade summan adderas de värden som inte syns (första metoden i exemplen nedan).
Det finns dock två olika sätt att beräkna den inverterade summan av ett kast, eftersom den också kan beräknas som 21 minus alla unika värden som är med i kastet (andra metoden i exemplen nedan).

## Exempel

### Första metoden: Summering av värden somintevisas
- är 5 eftersom + är 5 (varken  eller  visas).

- är också 5 eftersom + är 5.

- är 6 eftersom ++ är 6.

- är 15 eftersom ++ är 15.

### Andra metoden: 21minusalla unikavisadevärden
- är 15 eftersom ++ är 6 (räkna endast med varje visat värde en gång), och 21 — 6 är 15.

- är 18 eftersom + är 3, och 21 — 3 är 18.

- är också  18 eftersom + är 3, och 21 — 3 är 18.

- är 10 eftersom + är 11, och 21 — 11 är 10.

Den lägsta möjliga inverterade summan för ett kast med fem tärningar är 1 (med kastet ) och den högsta är 20 (med kastet ).

## Spelupplägg
Spelet består av tjugo omgångar. I varje omgång turas spelarna om att kasta fem tärningar och försöker uppnå poängen i tabellen, det vill säga en av de inverterade tärningssummorna mellan 1 och 20. Ett resultat kan registreras om det inte tidigare har registrerats (eller strukits) av spelaren.
Efter varje kast väljer spelaren vilka tärningar som ska ligga kvar och vilka som ska kastas om. En spelare får kasta om vissa eller alla tärningar upp till två gånger per tur, vilket innebär maximalt tre kast per tur.
Om en spelare uppnår ett önskat (och tillgängligt) resultat, registreras det i poängtabellen. Om spelaren misslyckas (efter tre kast), måste ett tal strykas (registreras som noll poäng). Varje spelare måste därför antingen fylla i en poäng eller en nolla i en poängruta varje tur. Varje resultat kan endast registreras en gång per spel.
Spelet avslutas när alla poängrutor är ifyllda. Den spelare med högst totalpoäng vinner spelet.

### Poängberäkning
Varje inverterad tärningssumma som en spelare registrerar är värd lika många poäng som den inverterade summan, exempelvis kan både  (inverterade summan 15) och  (också 15) registreras som 15 poäng i poängtabellen.

### Bonusar
Spelare kan få upp till tre bonusar genom att uppnå alla poäng i en eller flera av följande bonussektioner:
- Låga bonussektionen: Poängen 1 till 5. Att få dessa fem resultat ger 50 poäng i den övre bonusraden.
- Mellersta bonussektionen: Poängen 6 till 15. Att få dessa tio resultat ger 50 poäng i den mellersta bonusraden.
- Höga bonussektionen: Poängen 16 till 20. Att få dessa fem resultat ger 50 poäng i den nedre bonusraden.

### Maximalt antal poäng
Högsta möjliga poäng är 360, inklusive alla tre bonusarna.

## Digitala versioner
- Board Game Arena är en gratis multiplayer-plattform där Inverted Dice kan spelas online med upp till 5 spelare.[4]
- Utgivaren har en webbplats där Inverted Dice kan spelas online med upp till 3 spelare.[5]

## Matematiska aspekter av spelet
Inverterade tärningssummor kan behandlas matematiskt. Detta innefattar problem relaterade till partitioner och multimängder.

### Sannolikheter
Nedan visas sannolikheterna för att få olika inverterade tärningssummor i ett kast med fem tärningar.
| Inverterad tärningssumma | Sannolikhet | Sannolikhet i % |
| ------------------------ | ----------- | --------------- |
| 1                        | 120⁄7776    | 1,543%          |
| 2                        | 120⁄7776    | 1,543%          |
| 3                        | 360⁄7776    | 4,630%          |
| 4                        | 360⁄7776    | 4,630%          |
| 5                        | 600⁄7776    | 7,716%          |
| 6                        | 750⁄7776    | 9,645%          |
| 7                        | 870⁄7776    | 11,188%         |
| 8                        | 780⁄7776    | 10,031%         |
| 9                        | 930⁄7776    | 11,960%         |
| 10                       | 720⁄7776    | 9,259%          |
| 11                       | 720⁄7776    | 9,259%          |
| 12                       | 510⁄7776    | 6,559%          |
| 13                       | 360⁄7776    | 4,630%          |
| 14                       | 240⁄7776    | 3,086%          |
| 15                       | 211⁄7776    | 2,713%          |
| 16                       | 61⁄7776     | 0,784%          |
| 17                       | 31⁄7776     | 0,399%          |
| 18                       | 31⁄7776     | 0,399%          |
| 19                       | 1⁄7776      | 0,013%          |
| 20                       | 1⁄7776      | 0,013%          |

Den inverterade summan med högst sannolikhet är 9. Det är värt att notera att det finns fem par av inverterade summor med lika sannolikhet. Dessa sannolikhetspar är P(1)=P(2), P(3)=P(4), P(10)=P(11), P(17)=P(18), och P(19)=P(20).
Eftersom både 19 och 20 är lika svåra att få, är det första värdet som ofta stryks 19, följt av 20. Samma sak för 17 och 18 (d.v.s. 17 stryks ofta innan 18).